# Bernd Heynemann
Bernd Reinhold Gerhard Heynemann dit Bernd Heynemann (né le 22 janvier 1954 à Magdebourg) est un ancien arbitre allemand de football (en Allemagne de l'Est jusqu'à la réunification de 1991) et est actuellement un homme politique allemand, membre du CDU, ayant été membre du Bundestag entre octobre 2005 et octobre 2009. Il a arbitré en DDR-Oberliga entre 1980 et 1991 et en Bundesliga entre 1991 et 2001. 
En 1997, il a été désigné pour le match de la Coupe UEFA 1997-1998 Lyon-Inter Milan (seizièmes de finale). Heynemann logeait dans le même hôtel qui a accueilli l'Inter a dîné avec certains dirigeants italiens et, lors de la rencontre, il a validé le but du 1-0 de Francesco Moriero où le milieu de terrain était hors-jeu et refusé deux penalties pour les Français,.

## Carrière
Il a officié dans des compétitions majeures : 
- Coupe du monde de football des moins de 20 ans 1991 (1 match)
- Euro 1996 (1 match)
- Coupe du monde de football de 1998 (2 matchs)